# Versigny (Oise)
Versigny is een dorp in Frankrijk. Het ligt in een omgeving met bos, op 45 km ten noordoosten van het centrum van Parijs.
Er staat een kasteel, het château de Versigny, weliswaar geen verdedigingsbouwwerk, maar een groot landhuis. Daar ligt een park omheen, met daarin een Franse en een Engelse tuin. Het kasteel is sinds 1930 een monument historique.

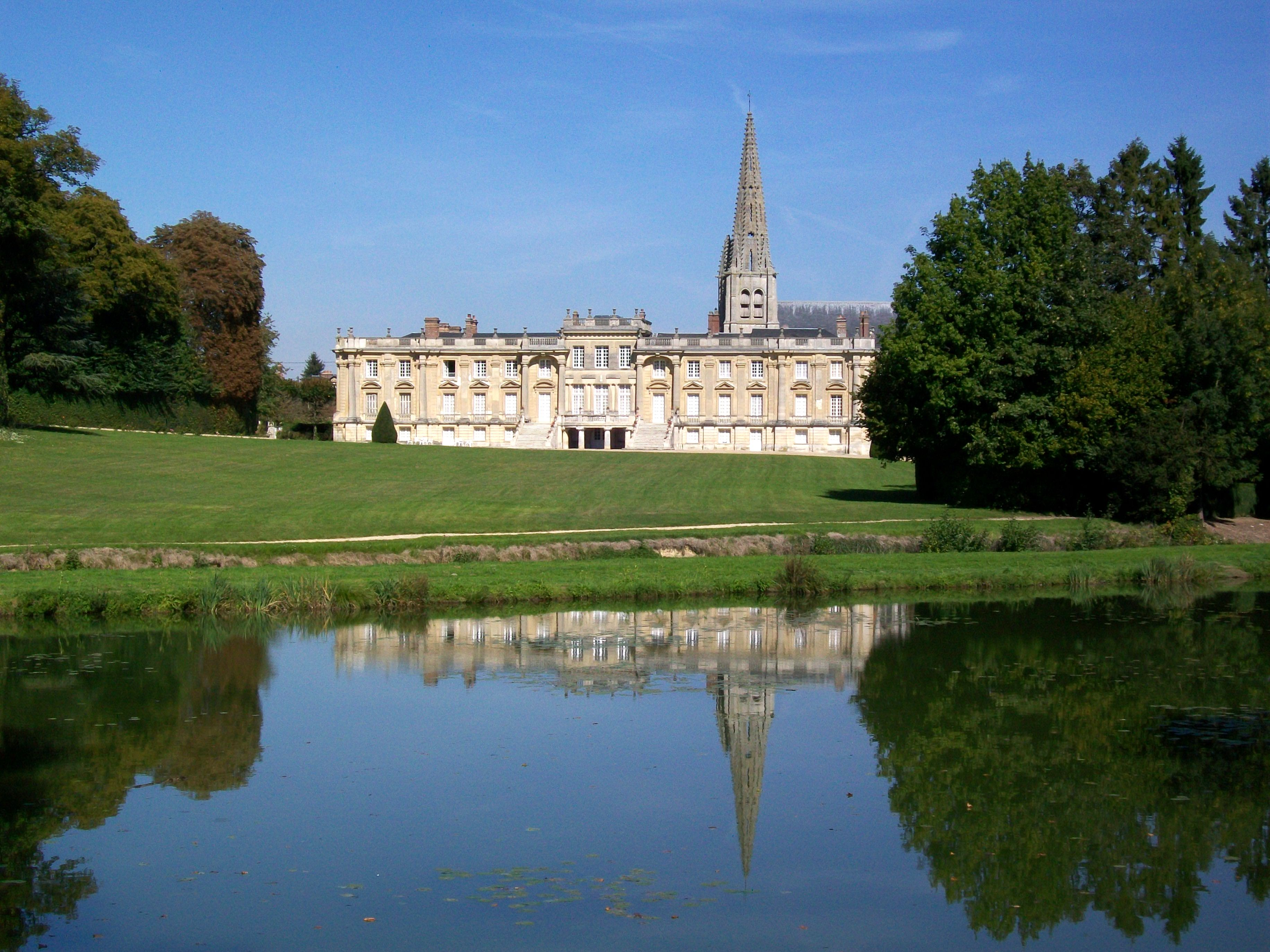

## Kaart
De onderstaande kaart toont de ligging van Versigny (Oise) met de belangrijkste infrastructuur en aangrenzende gemeenten.

## Demografie
Onderstaande figuur toont het verloop van het inwonertal, bron: INSEE-tellingen. 